# Världsmästerskapen i orientering 2019
Världsmästerskapen i orientering 2019 avgjordes under perioden 13–17 augusti 2019 i Østfold i Norge.
Tävlingarna inviges den 12 augusti i Sarpsborg. Alla tävlingar skedde i Spydeberg, förutom kvalificeringstävlingar som skedde i Sarpsborg.
Från och med detta år delades världsmästerskapen upp i två separata evenemang, skogsdistanser och sprintdistanser. Världsmästerskapen 2019 var första skogs-VM. De ingick också in i Världscupen 2019 som andra omgången.

## Program
| Datum      | Starttider | Distans                                      |
| ---------- | ---------- | -------------------------------------------- |
| 13 augusti | kl. 10.00  | Medeldistans kvalificering, damer och herrar |
| 14 augusti | kl. 10.30  | Långdistans final, damer                     |
| 14 augusti | kl. 13.30  | Långdistans final, herrar                    |
| 16 augusti | kl. 13.30  | Medeldistans final, damer                    |
| 16 augusti | kl. 15.45  | Medeldistans final, herrar                   |
| 17 augusti | kl. 16.20  | Stafett, damer                               |
| 17 augusti | kl. 18.30  | Stafett, herrar                              |

## Medaljliga
| Nr | Nation    | Guld | Silver | Brons | Totalt |
| -- | --------- | ---- | ------ | ----- | ------ |
| 1  | Sverige   | 4    | 2      |       | 6      |
| 2  | Norge     | 2    | 1      | 1     | 4      |
| 3  | Schweiz   |      | 2      | 2     | 4      |
| 4  | Finland   |      | 1      | 1     | 2      |
| 5  | Ryssland  |      |        | 2     | 2      |
| 6  | Frankrike |      |        | 1     | 1      |

## Medaljörer

### Herrar
| Gren         | Guld                                             | Guld    | Silver                                         | Silver  | Brons                                                | Brons   |
| Långdistans  | Olav Lundanes                                    | 1.30.09 | Kasper Fosser                                  | 1.31.48 | Daniel Hubmann                                       | 1.33.07 |
| Medeldistans | Olav Lundanes                                    | 34.18   | Gustav Bergman                                 | 34.29   | Magne Dæhli                                          | 34.47   |
| Stafett      | SverigeJohan Runesson Emil Svensk Gustav Bergman | 1.40.42 | FinlandAleksi Niemi Elias Kuukka Miika Kirmula | 1.42.16 | FrankrikeNicolas Rio Frédéric Tranchand Lucas Basset | 1.42.25 |

### Damer
| Gren         | Guld                                                  | Guld    | Silver                                               | Silver  | Brons                                                        | Brons   |
| Långdistans  | Tove Alexandersson                                    | 1.09.00 | Lina Strand                                          | 1.15.16 | Simona Aebersold                                             | 1.15.50 |
| Medeldistans | Tove Alexandersson                                    | 38.20   | Simona Aebersold                                     | 38.25   | Natalia Gemperle Venla Harju                                 | 40.05   |
| Stafett      | SverigeLina Strand Tove Alexandersson Karolin Ohlsson | 1.35.49 | SchweizSabine Hauswirth Simona Aebersold Julia Jakob | 1.35.53 | RysslandAnastasija Rudnaja Tatjana Rjabkina Natalia Gemperle | 1.36.56 |